# إسبانيا في الحرب العالمية الأولى

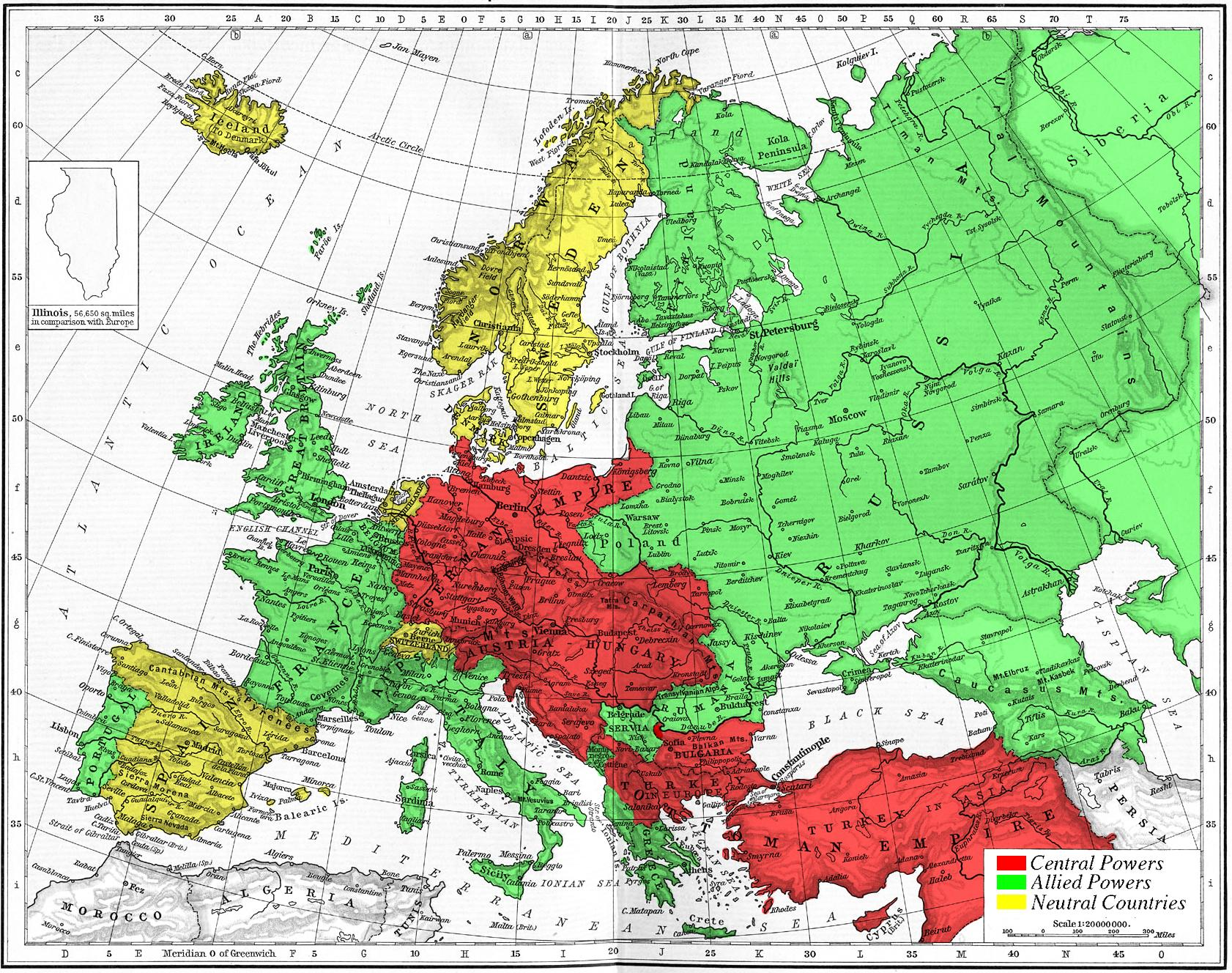
نرى في هذه الخريطة أن إسبانيا كانت بعيدة عن ساحات المعارك الرئيسية الواقعة على الحدود الفرنسية-الألمانية وشمال إيطاليا وروسيا والدولة العثمانية.

تطور التحالفات في الحرب العالمية الأولى (1914-1918) في جميع أنحاء العالم:
تفاهمات
مستعمرات, دومينيون و/أو مناطق احتلت حسب الإتفاقيات
قوى المحور
مناطق احتلتها دول المحور أو مستعمراتها
محايدة

ظلت إسبانيا في الحرب العالمية الأولى محايدة طوال فترة الحرب، ولكن كان لهذا الحياد عواقب اقتصادية واجتماعية وسياسية مهمة بالنسبة للبلد لدرجة أنه في سنوات الحرب كانت هناك أسوأ أزمة نظام حكم للبوربون وصل إلى أنه في 1923 جرت محاولة انقلاب لحل تلك الأزمة مما أفسح المجال لإنشاء ديكتاتورية بريمو دي ريفيرا.

## البداية
عندما بدأ النزاع الأوروبي في 28 يوليو 1914 كانت إسبانيا دولة متخلفة اقتصاديًا، فقط إقليمي الباسك وكتالونيا هما ممن يقومان بالصناعات الهامة؛ فالبلد بعد كارثة 98 ومعاهدة لاحقة مع ألمانيا سنة 1899 قد قضى على جميع مستعمراتها في أمريكا وآسيا وأوقيانوسيا، فتعرض البلد لنظام تداول السلطة مدمر للأخلاق وبجيش واهن وقديم وبالكاد لديها أسطول بحري. وفي سنة 1906 بعد مؤتمر الجزيرة الخضراء أُعطي إسبانيا إقليم شمال المغرب والذي أصبح مصدرا لمشاكل عسكرية مستمرة وحتى بعد حرب مليلية التي أدت إلى ظهور أزمة الأسبوع المأساوي في 1909، التي لم يتمكن من تهدئتها إلا بعد مضي 15 سنة. بالإضافة إلى ذلك لم تكن إسبانيا خاضعة للاتفاق الودي أو الحلف الثلاثي.
كانت المغرب وأفريقيا مسرحا لأزمتين سياسيتين وعسكريتين خطرتين بين القوى الإمبريالية الرئيسية (بالأخص المملكة المتحدة وألمانيا وفرنسا) والتي كانت على وشك أن تطلق الحرب العالمية الأولى قبل موعدها ببضع سنوات: الأزمة الأولى كان حدث مغاربي في 1904 وحلت مع مؤتمر الجزيرة الخضراء سنة 1906. أما أزمة المغرب الثانية فكانت في 1911 حسمت بعد اتفاق فرنسي ألماني في العام التالي. وفي ذات السنة نالت إسبانيا الحماية على المغرب فبدأ جيشها في احتلال إقليم المغرب حيث كان ضالعاً في حرب الريف التي استمرت إلى 1927 مع التهدئة الكاملة للإقليم.

## حياد إسبانيا
في 7 أغسطس 1914 نشرت الصحيفة الرسمية «جاستا دي مدريد» (بالإسبانية: Gaceta de Madrid) مرسوما ملكيا صادقت عليه حكومة المحافظ إدواردو داتو مطالبا «بواجب إصدار أقصى الحيادية في إمور إسبانيا وفقا للقوانين المعمول بها ومبادئ القانون الدولي.».
| الطيف السياسي                   |
| ------------------------------- |
| ليبرالية تقدمية ليبرالية محافظة |

| بداية الرئاسة  | نهاية الرئاسة | الرئيس               | الرئيس | الحزب                      | ملاحظات |  |
| -------------- | ------------- | -------------------- | ------ | -------------------------- | --- |  |
| 27 أكتوبر 1913 | 9 ديسمبر 1915 | إدواردو داتو         |        | حزب المحافظين الليبرالي    | اغتيال الأرشيدوق النمساوي فرانز فرديناند (28 يوليو 1914). اندلاع الحرب العالمية الأولى (28 يوليو 1914). اعلان إسبانيا الحياد (7 أغسطس 1914). |  |
| 9 ديسمبر 1915  | 19 ابريل 1917 | ألفارو دي فيجويرا    |        | الحزب الليبرالي            | غرق السفينة أمير أستورياس بالقرب من ساحل البرازيل (5 مارس 1916). أعلنت ألمانيا عن حرب الغواصات (1 فبراير 1917).الثورة الروسية (فبراير 1917). |  |
| 19 ابريل 1917  | 11 يونيو 1917 | مانويل غارسيا برييتو |        | الحزب الليبرالي الديمقراطي | دخول الولايات المتحدة الحرب إلى جانب الحلفاء.                                                                                                |  |
| 11 يونيو 1917  | 3 نوفمبر 1917 | إدواردو داتو         |        | حزب المحافظين الليبرالي    | أزمة اجتماعية وسياسية وعسكرية (صيف 1917). الإضراب العام (اغسطس).                                                                             |  |
| 3 نوفمبر 1917  | 22 مارس 1918  | مانويل غارسيا برييتو |        | الحزب الليبرالي الديمقراطي | انسحاب روسيا السوفيتية من الحرب. |  |
| 22 مارس 1918   | 9 نوفمبر 1918 | أنطونيو مورا         |        | حزب مورا                   | وباء الإنفلونزا العظيم (وسميت أيضًا "الإنفلونزا الإسبانية") (بدءا من منتصف 1918).                                                             |  |
| 9 نوفمبر 1918  | 5 ديسمبر 1918 | مانويل غارسيا برييتو |        | الحزب الليبرالي الديمقراطي | انتهاء الحرب العالمية في (11 نوفمبر 1918).                                                                                                   |  |
| 5 ديسمبر 1918  | 15 ابريل 1919 | ألفارو دي فيجويرا    |        | الحزب الليبرالي            | |  |
| 15 ابريل 1919  | 20 يوليو 1919 | أنطونيو مورا         |        | حزب مورا                   | معاهدة فرساي (28 يونيو 1919) انهت رسميا الحرب العالمية الأولى.                                                                               |  |

نلاحظ في الجدول أنه خلال السنوات الثلاث الأولى من النزاع العالمي (منتصف 1914 - منتصف 1917) كانت هناك حكومتان فقط، وهو أمر طبيعي بالنظر إلى نظام تداول السلطة بين الحزبين في حقبة عودة البوربون حيث كان متوسط مدة السلطة في هذين الطرفين بين سنة وثلاث سنوات. ولكن بعد 1917 وبسبب الأزمة الخطيرة التي مرت بها البلاد تتابعت الحكومات التي حكمت بالكاد بالأشهر بسبب اختلال قوي للمؤسسات بين بعضها البعض.

### أسباب حياد اسبانيا

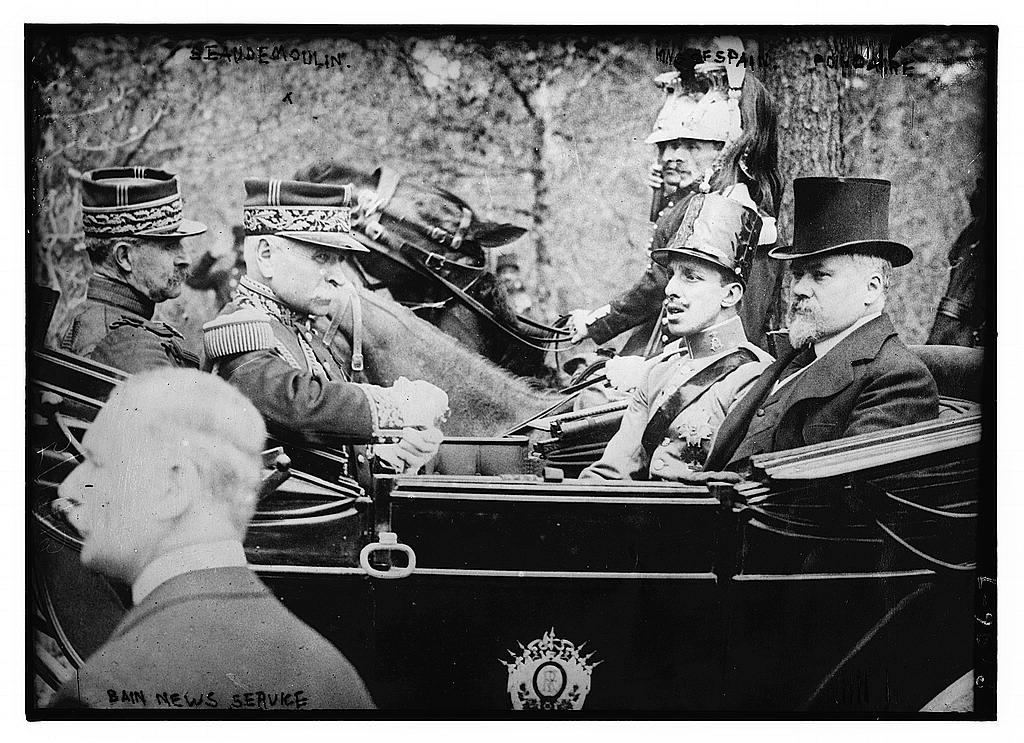
زار ألفونسو الثالث عشر باريس سنة 1913، قبل سنة من الحرب العالمية الأولى. وجلس بجانبه ريمون بوانكاريه رئيس فرنسا.

قررت حكومة إدواردو داتو المحافظة ابقاء إسبانيا محايدة لأنه حسب رأيه واتفقت معه معظم الطبقة الحاكمة أنه يفتقر إلى الدوافع والموارد اللازمة لدخول الصراع. كما وافق الملك ألفونسو الثالث عشر على ذلك على الرغم من اعترافه بأن السفير الفرنسي كان يود أن تدخل إسبانيا في الحرب على الحلفاء مقابل «ترضية ملموسة» (على الأرجح طنجة وأن يكون حر التصرف بالبرتغال) لكنه كان محاطًا بعقول من «أدمغة الدجاج» -وهذا اتهام السياسيين بالتفكير مثل الجبناء- وقد «كان في موقف صعب للغاية».
عارض القليل جدا حياد إسبانيا، ومنهم صحيفة الليبرالية (Diario Universal) وهي تابعة للكونت رومانونس الليبرالي الذي نشر مقالاً غير موقَّع -على الرغم من أن الجميع نسبه إليه مع أنه نفى كتابته- بعنوان «الحياد القاتل» الذي طالب فيه بمساهمة إسبانيا في الحرب إلى جانب الحلفاء، في تماسك مع السياسة الخارجية الإسبانية المتوافقة مع فرنسا وبريطانيا منذ عام 1900. «نحن بحاجة إلى الشجاعة لنخبر إنجلترا وفرنسا أننا معهما، وأننا نعتبر انتصارهم انتصار لنا وأن هزيمتهم هي هزيمتنا». وقد ورد في المقال:«لكن صرامة الحياد الشديدة فرضت بدعم من الملك».
كانت إسبانيا دولة من الدرجة الثانية، تفتقر إلى القوة الاقتصادية والعسكرية الكافية لتقدم نفسها كحليف مرغوب لأي من القوى الأوروبية الرئيسية في الصراع (ألمانيا والنمسا-المجر من ناحية، بريطانيا العظمى وفرنسا وروسيا من الناحية الأخرى). ولهذا السبب لم تعترض أي من الدول المتحاربة بحياد إسبانيا. «ولاينقصها سوى الإعلان عن عجزها... لأنه استند على ماقر به الجميع مع بعض الحياء: أن اسبانيا افتقرت إلى الوسائل العسكرية اللازمة لمواجهة حرب حديثة» حسب قول المؤرخ خافيير مورينو لوزون. وقد اعترف بذلك رئيس الوزراء داتو في مذكرة موجهة إلى الملك، وأضاف فيها اعتبارًا آخر (التوترات الاجتماعية التي سيسببها):«إن كان هناك [موقف عدواني] فهي محاولة لتدمير الأمة ونشعل حربا أهلية وهذا يثبت افتقارنا إلى الموارد والقوة اللازمة لتلك الحملة بأكملها. إذا كان المغرب يمثل جهداً عظيماً ولم نتمكن من الوصول إلى روح الشعب، فكيف سنضطلع بمجازفة أخرى اخطر ونفقات أولية أكثر كلفة علينا؟».

الكثافة السكانية في إسبانيا حسب المقاطعات في 1900. لاحظ أنها بلد منخفض الكثافة مقارنة بالبلدان الأوروبية الأخرى وأن غالبية السكان كانت في مدريد والمناطق الساحلية.

كانت حالة عدم الإستقرار للجيش هي أساس اقرار الحياد. فهو الذي قد شارك توا في مغامرة محمية شمال المغرب. فقد كان جيشا من الطراز القديم ومسلح تسليحا سيئا ولديه عدد مفرط من الضباط، ولدى الجيش الكثير من المال بُدد على كشوف مرتبات الضباط. فالبلاد غير قادرة على خوض سباق التسلح الذي جرى مع بداية القرن 20 بين العديد من الدول الأوروبية وإمبراطورياتها. ومن ناحية أخرى اعتبر الجيش أحد المسببين الرئيسيين لهزيمة 98 حيث خسرت فرقتين كاملتين من تلك الحرب. لم يطوى ذلك إلا في سنة 1908 فترة حكومة أنطونيو مورا الطويلة التي وافقت على بناء سفن مدرعة حربية سميت درجة إسبانيا [الإسبانية] وغيرها من السفن الأصغر في ماتسمى بسفن فيرنانديز.
ازداد الوعي الطبقي عند العمال وبدأت النقابات والأحزاب اليسارية بالنمو والتضخم وخاصة فئة الجمهوريين، مما اشعل الصراعات الاجتماعية متناسين خاصية «نظام تداول السلطة» في هذا العصر السياسي للبلاد الذي أصبح مشحونا بسلسلة مشاكل مثل أسبوع برشلونة المأساوي سنة 1909 أو الاعتداء أعضاء الجيش على الصحف الكاتالونية في 1905. فإذا تدخلت إسبانيا في الحرب الكونية وكان تطور الحرب على غير ماتشتهي الحكومة، فإن ذلك يمكن أن تنتج انفجارا مشابه للثورة الروسية.

### أنصار المحور وأنصار الحلفاء

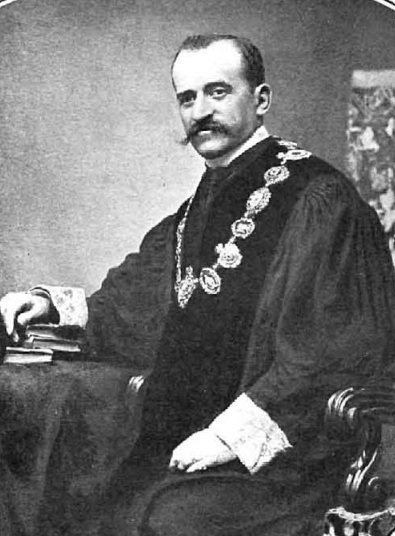
كتب الكونت رومانونس رئيس الوزراء مقالته «الحياد القاتل» التي نشرت في صحيفته «دياريو يونيفرسال» في 18 أغسطس 1914 فكانت بداية الصراع بين أنصار «الحلفاء» وأنصار «المحور». ولكن هذا الجدل أجبره على التراجع والوقوف بموقف الحياد «البناء» للتوافق.

من وجهة نظر سياسية أبرزت الحرب العظمى المواجهة بين اليمين ("أنصار ألمانيا" الذين رأوا في ألمانيا والنمسا-المجر ممثلين للنظام والسلطة) واليسار ("أنصار الحلفاء" الذين رأوا في بريطانيا العظمى وفرنسا "الحق والحرية والعقل وعمليين ضد الهمجية) على حد تعبير الجمهوري لاروكس. وكما أوضح المؤرخ مانويل سواريز كورتينا:"كان انصار ألمانيا الرئيسيون في البلاد هم رجال الدين والجيش والأرستقراطية والطبقات النخبوية والبرجوازية العليا والبلاط والكارليون والموريون [الإنجليزية]. أما انصار الحلفاء فهم الإقليميين والجمهوريين والاشتراكيين والطبقة الوسطى من الشعب والمثقفين الذين رأوا في الحرب أداة لإجبار أسبانيا على الانتقال إلى ديمقراطية حقيقية".
ثم بدأ الجانبان المتحاربان بحملة دبلوماسية ودعاية مكثفة لتمويل الصحف الإسبانية لضمان دعم بلادهم لقضيتهم. ثم بدأت دول المحور بارسال عملائها إلى المحمية الإسبانية في المغرب لتشجيع الانتفاضات المضادة للفرنسيين في منطقة القبائل والامتناع عن تزويد الحلفاء بالمواد الخام والمصنوعات. وقد تعرض حياد إسبانيا للخطر عندما بدأت الغواصات الألمانية تغرق السفن التجارية الإسبانية.
وفي الجانب الآخر فقد أعلنت مجموعة من المثقفين ولائها للحلفاء مثل ألفارو ألكالا-غاليانو وفيثينتي بلاسكو إيبانييث وخوسيه أورتيجا إي جاسيت ورامون بيريث دى أيالا ورامون ماريا ديل بايي إنكلان وديونيسيو بيريز وراميرو دي مايثتو وإميليا باردو باثان وبينيتو بيريث جالدوس وفيليب تريجو وميجيل دي أونامونو. كما انضم إليهم جيل جديد من المثقفين المرتبطين بالأممية أمثال مانويل أثانيا وكوربوس بارجا وسلفادور دي مادارياغا ولويس دي زولويتا وأعلنوا انفسهم من الحلفاء. وفي كاتالونيا شكلت مجموعات من المتطوعين للقتال في صفوف الجيش الفرنسي.
وقد ظهر بيو باروخا وخاثينتو بينافينتي وهما من أنصار المحور استثنائين بارزين للفكر الغالب في المجال الفكري والذي يميل للحلفاء.
أما في الحقل الأناركي فقد كان يميل إلى الحفاظ على موقف حياد غير اعتيادي على عكس اختيار فرنسا وإنجلترا المدافعين عن الفوضويين الأوروبيين مثل سيباستيان فوري وإريكو مالاتيستا على الرغم من أن تعارض المواقف هذا لم يكن له تأثير قوي كما في المجالات الأخرى. إلا أن هناك بعض الحالات من مناصري الحلفاء أمثال فيدريكو أوراليس وريكاردو ميلا.

## الصحافة الاسبانية

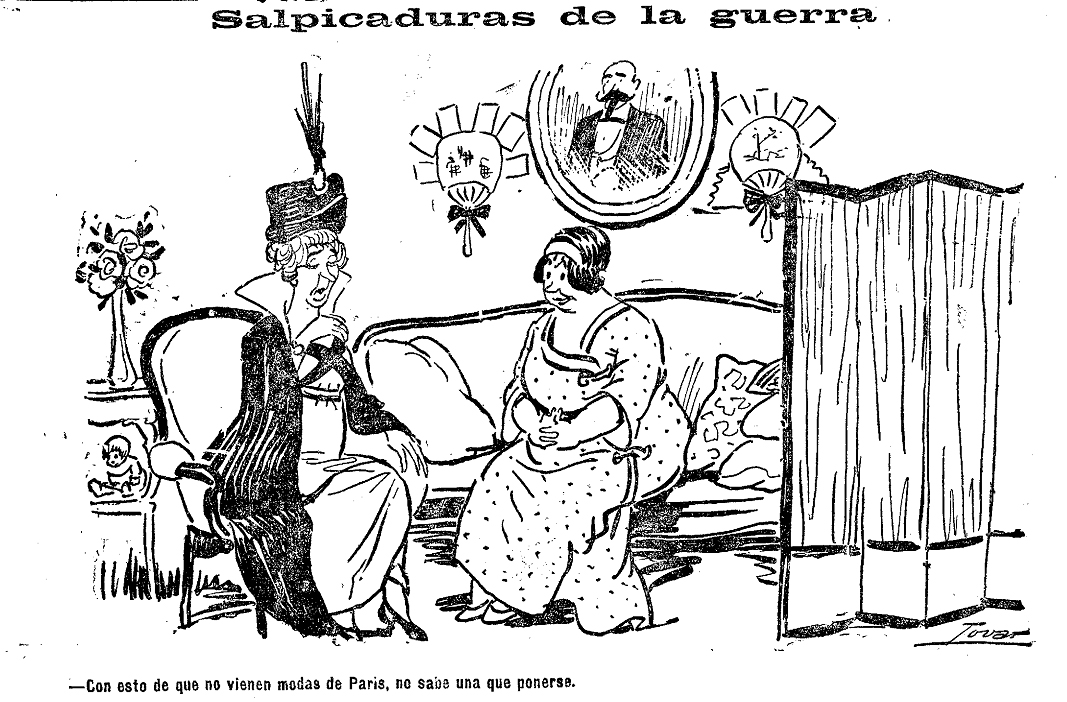
«من قصص الحرب. —عندما لاتأتي الموضات من باريس فإننا لانعرف ماذا نرتدي». من صحيفة إل امباريسيال.

مع مرور الوقت تضاءل اهتمام الناس بأخبار الحرب وبدأ اهتمامهم ينحصر فقط في الأحداث العظيمة. وسبب ذلك يعود إلى أن الناس كانت مهتمة بأخبار الأزمة الاجتماعية الجارية والتي أدت إلى حالة من تعبئة العمال عرفت باسم «الثلاثية البلشفية» (بالإسبانية: Trienio Bolchevique).
وفي ذلك الوقت كان نموذج القرن التاسع عشر للصحافة الحزبية هي السائدة، ولكن بدأ تحديث الصحافة خلال الحرب، فظهرت صحافة الأعمال التجارية والتي كانت معتمدة ولها حضور قوي في الولايات المتحدة وبريطانيا. تُعرّف الصحيفة في الصحافة التجارية على أنها عمل تجاري مما يتيح مساحة أكبر للإعلانات وذلك يسمح لهم بالاستقلال عن السياسة على حساب جذب العملاء. فزادت الصحف -بدعم من شركات الصحافة- من المعلومات أمام القراء وحسّنت طباعة العناوين الرئيسية وإضافت المزيد من الصور، فتطلب ذلك شراء آلات طباعة جديدة للمطابع
.
وبالرغم من حياد الحكومة الإسبانية تجاه الحرب، إلا ان الاهتمام بمعرفة ما الذي يجري في أوروبا أولا بأول كان ذا أهمية قصوى. وأيضا كانت للصحف مواقفها الخاصة بها. فعلى سبيل المثال في مدينة إشبيلية كانت صحيفة الكوريو الأندلسية (El Correo de Andalucía) تميل لألمانيا، بينما مالت إل ليبرال (El Liberal) نحو الحلفاء، أما إل نوتيسيرو سفيلانو (El Noticiero Sevillano) فبقيت محايدة.

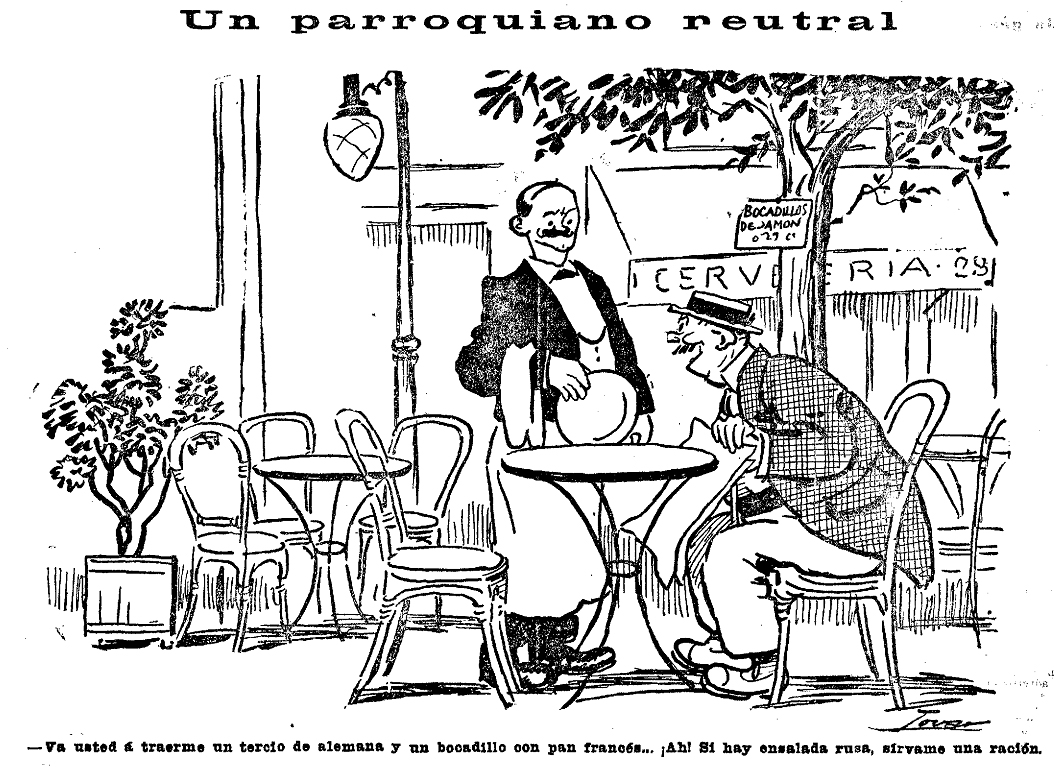
«زبون محايد - أحضر لي جبن مثلث ألماني وساندويتش من الخبز الفرنسي ... آه! إذا كانت هناك سلطة روسية ارجو ان تقدم لي بعضا منها».

ولمنع الفوضى أقرت الحكومة المرسوم الملكي الصادر في 4 أغسطس 1914 الذي فرض تعهدا بعدم التهجم على أي من طرفي النزاع في الصحافة. ثم المرسوم الملكي الصادر في 29 مارس 1917 بعد وقوع الثورة الروسية، الذي علق الضمانات الدستورية وسمح بالرقابة المسبقة. ثم الموافقة في 7 أغسطس 1918 على قانون منع التجسس والذي تضمن أيضًا على الرقابة المسبقة واصدار عقوبات قاسية على الصحف التي لا تمتثل لذلك.
بالإضافة إلى المراسلين كانت أنباء مايجري في الحرب تمرر إلى وكالة فابرا والتي حصلت عليها بدورها من وكالة هافاس الفرنسية. كما أن سفارات بعض الدول كانت تزود انباء بسيطة عن الحرب، وأيضا أخبار الحرب كانت تأتي عبر البريد والهاتف.
وخلال تلك المدة بدأت اسعار الورق بالارتفاع، ولاحتواء ذلك صدر مرسوم في 19 أكتوبر 1916 فقدمت الخزانة العامة ما يكفي من النقود لمراكز صناعة الورق لتغطية الفرق بين سعر الورق في 1914 والسعر الحالي. وحدد هذا العطاء للصحف التي مضى عليها أكثر من 5 سنوات وتوزع أكثر من 2000 نسخة للتداول ثم امتد العطاء إلى بعض المجلات. استمر ذلك حتى سنة 1921. ولكن استغرق الأمر سنوات عديدة لسداد الدين. فقد ذكرت شركة Prensa Española (التي تدير أبسي) أن دينها بلغ أكثر من 9 ملايين بيزيتا في سنة 1975.

## حالة الجيش في بداية الحرب

### البحرية
كاد أن يصبح الأسطول البحري أو الأرمادا أن يكون في الظل. فقد كانت أفضل قطعه البحرية هي البوارج المدرعة المسماة ألفونسو الثالث عشر وإسبانية وبيلايو وخايمي I التي كانت تحت البناء. ولدى الأرمادا أيضا 3 طرادات مدرعة كارلوس الخامس وأميرة أستورياس وكاتالونيا. و4 طرادات الحماية ريو دي لابلاتا وإكستريمادورا ورينا ريجنت ويوجينيا فيكتوريا التي تحت البناء. وسبعة مدمرات، هذا غير القديمة منها مثل ماكماهون وانفانتا إيزابيل وبولد. وأخيرا البدء ببناء ضخم لزوارق الطوربيد فئة T-1 التي صُنِع منها ستة بالإضافة إلى 3 زوارق طوربيد قديمة. وأخيرًا تشكل التكتل النموذجي لزوارق القطر والقاذفات وحطام السفن والزوارق الحربية الصغيرة. باختصار تشكيلة الأرمادا البحرية كانت من السفن التي لم تغرق في كوبا والفلبين، إما لأنها نجت من المعارك البحرية أو أنها كانت جزء من أسطول طاقم الأدميرال والتي لم تدخل في الصراع وهذا السبب عدت تلك السفن محررة حيث كان فقدانها شبه مؤكد. وقد بنيت بعد ذلك سفن أخرى بفضل خطة الوزير فيرنانديز [الإنجليزية].

### القوة البرية

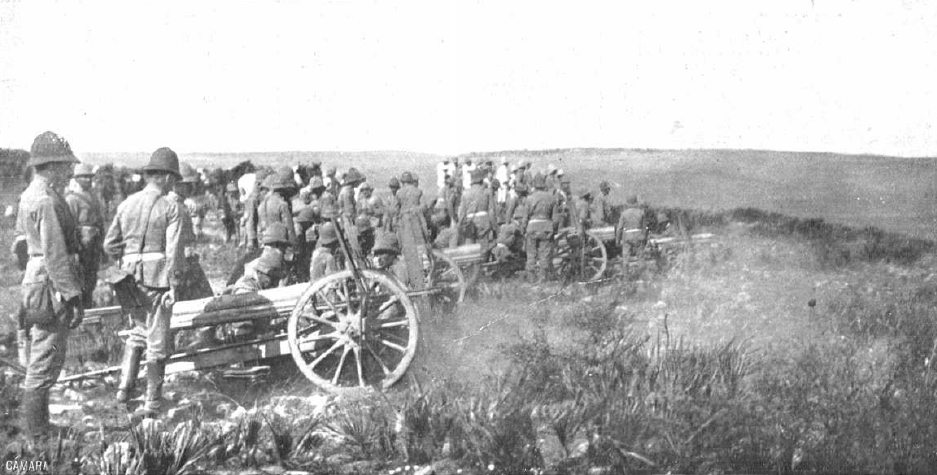
قصف المدفعية الإسبانية في الغابة خلال حروب الريف في سبتمبر 1913.

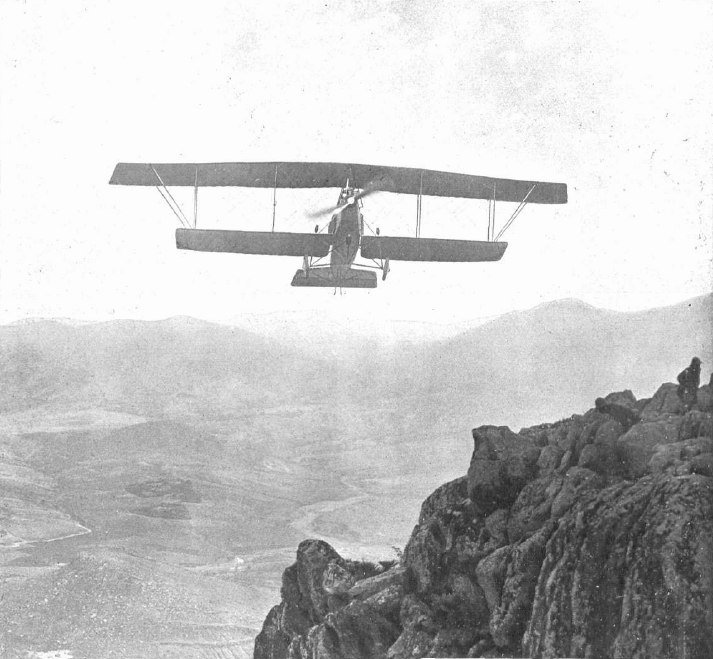
طائرة (Lohner Pfeilflieger) التابعة للجيش الإسباني تعود إلى قاعدتها في تطوان سنة 1913.

اعتبرت القوة البرية الإسبانية من الطراز العتيق مقارنة مع الجيوش الأوروبية الحديثة. فتشكيلات وحداتها كان على النحو التالي:
- 8 فيالق برية.
- 16 فرقة مشاة.
- 1 فرقة فرسان.
- 7 ألوية فرسان.
- 3 ألوية قناصة جبال.
- قيادة جزر الكناري والبليار (حجم اللواء).
- وهناك أيضا أفواج للمدفعية والمهندسين.

والبندقية الرئيسية للجيش الإسباني في ذاك الوقت هي من فئة ماوزر المصنعة في أوفييدو وهي من عيار 7×57 ملم المعروف باسم بندقية ماوزر الإسبانية 1893. إلى ذلك تم إضافة كمية صغيرة من المدافع الرشاشة مثل رشاش ماكسيم وهوتج كسيس بالإضافة إلى كولت. لكن كان عدد المدافع الرشاشة لكل سرية أو فرقة أقل بكثير عن بقية الجيوش الأوروبية. ومعظمها كان يستخدم في صراع مليلية. ورشاشات فرق المدفعية صنعتها شركة Krupp أو عدة نسخ من مدفع شنايدر المصنع في تروبيا وإشبيلية.

### القوة الجوية
أنشئت القوة الجوية للتو في 1913، لذلك كان لديها وحدات قليلة. فجميع الطائرات كانت قاذفات قنابل بحيث أن المقاتلات لم تظهر حتى مرور فترة طويلة من الحرب. من الطائرات ثنائية الجناح فرمان إم إف.7 فرمان إم إف.11 لوهنر بی-1. أما الطائرات أحادية الجناح فكانت موران سولنيير جي ونيوبورت II، اللذان شكلا معًا القوة الجوية، وقد أُضيف إليهما بعد ذلك بضعة طائرات ثنائية الجناح وأول طائرات بحرية تابعة للطيران البحري. لقد ابعد حياد إسبانيا البلاد عن التقدم التكنولوجي المستمد من احتياجات الحرب، وظهر جليا عندما انتهت الحرب في 1918 حيث كان الطيران العسكري الإسباني في حالة من دونية واضحة مقارنة مع الدول الأخرى القريبة منها.

## الأراضي الأفريقية

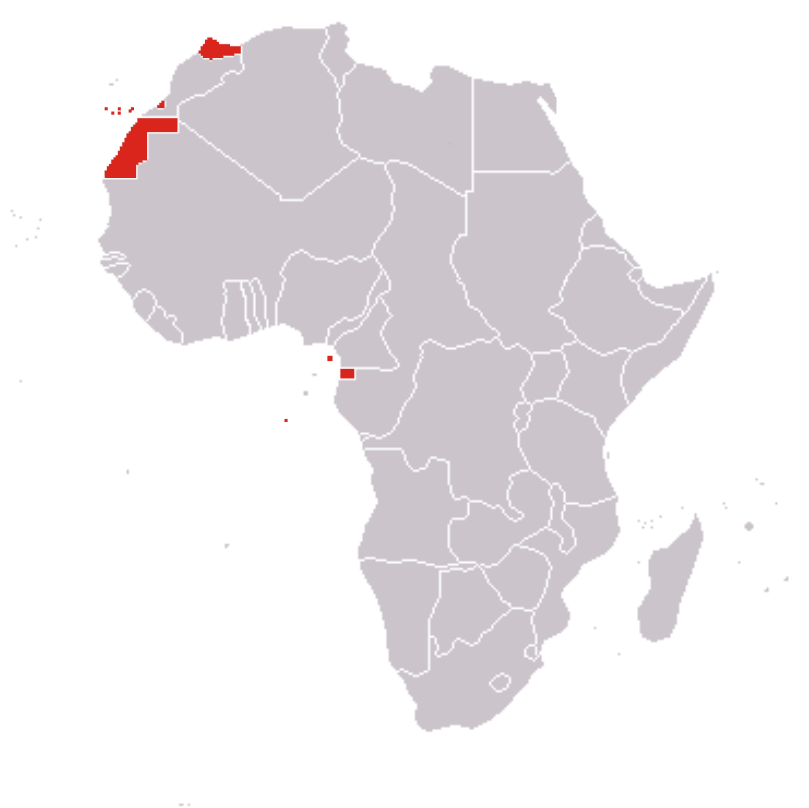
أراضي إسبانيا الأفريقية في القرن العشرين (بما في ذلك جزر الكناري).

كانت مستعمرات إسبانيا في أفريقيا صغيرة سواء في البر الرئيسي أو في الجزر المجاورة مقارنة مع مستعمرات القوى الأوروبية الأخرى، بسبب تقسيم إفريقيا والرغبة في أن تعوض المستعمرات عن الخسائر الفائقة بعد كارثة 98.

### الحماية الإسبانية على المغرب
تنازلت فرنسا عن شمال المغرب الحالي بعد مؤتمر الجزيرة الخضراء وهي منطقة جبلية مساحتها حوالي 20,000 كيلومتر مربع حيث كانت مسرحًا للحرب في 1909 (حرب مليلية). وفي سنة 1912 أصبحت المنطقة محمية إسبانية للمغرب والتي تشكلت من إقليمين، تسمى المنطقة الشمالية التي احتلتها بالريف والمنطقة الجنوبية باسم رأس جوبي ولها حدود مع الصحراء الإسبانية. لم يتم حل النزاع على الإطلاق وأصبحت حروب الريف هي حروب استنزاف. ولم تتوقف حتى منتصف العشرينات.
في وسط محمية المغرب الفرنسية حددت مستعمرة إفني الصغيرة لإسبانيا الواقعة حول مدينة سانتا كروز دي لا بيكينا (سيدي إفني) على الرغم من أنها لم تدخلها حتى 1934.

### وادي الذهب
استعمرت إسبانيا الصحراء الغربية بعد ترسيم الحدود مع فرنسا سنة 1900، حيث أسمتها الصحراء الإسبانية وقسمتها إلى مقاطعتين هما وادي الذهب والساقية الحمراء. واجمالي مساحة الأراضي التي احتلتها كانت 466,000 كـم2 (180,000 ميل2) مقسمة على 282,000 كـم2 (109,000 ميل2) لوادي الذهب و184,000 كـم2 (71,000 ميل2) للساقية. وتقطنها قبائل الأمازيغ. وكانت فيلا سيسنيروس مستوطنتها الوحيدة، وفي سنة 1916 احتل حاكم إسبانيا العسكري فرانسيسكو بينس رأس جوبي، وأعطاها اسم بييا بينس (تسمى محليا طرفاية) وجعلها عاصمة المنطقة. بالكاد تم استكشاف المناطق الداخلية للمنطقة، فبدأ إسبانيا من ذلك الوقت رحلات إلى الداخل لتعزيز وجودها، وجعلها رسمية وليس فقط بالإسم (في عام 1920 تأسست الكويرة في كابو بلانكو).

### غينيا الإسبانية
في سياق اندفاع القوى الأوروبية نحو أفريقيا، قامت الحكومة الإسبانية التفاوض مع تلك القوى حيث نالت في 1900 على مقاطعة في تلك القارة مساحتها 26,000 كم مربع وهي ريو موني [الإنجليزية] سميت ب«غينيا الإسبانية القارية» والتي كونت مع جزر فرناندو بو (التي تسمى الآن بيوكو) وإلوبي وأنوبون وكوريسكو التي اتحدت لاحقا بإقليم غينيا الإسبانية (حاليا غينيا الاستوائية). كان الوجود الإسباني في بادئ الأمر مجرد اثبات وجود. وكان البر الرئيسى تسكنه قبيلة فانغ. عندما اندلعت الحرب في عام 1914 وكان نهر ريو موني تحيطه بالكامل مستعمرة الكاميرون الألمانية وليست بعيدة عن أفريقيا الاستوائية الفرنسية، حتى أنه عندما بدأ القتال بين القوات الاستعمارية كانت السلطات الإسبانية خائفة من انتقال المعارك إلى نهر موني. لحل هذه المشكلة قام حاكم المقاطعة تثبيت أربع مواقع عسكرية بسيطة (مونغومو - إيبيبين - مبونده - ميكومسينغ) بدون المدافع الراديو أو جهاز ومع عدد قليل جدا من الجنود، لكنها كانت كافية لإظهار حدود رمزية للسيادة الإسبانية والتزامها بمنع امتداد الحرب إلى غينيا القارية. في وقت لاحق أصبحت هذه القواعد مراكز للنمو التجاري ومن هناك شنت هجمات ضد قبيلة فانغ التي قاومت الاستعمار. وفي 1918 مع انتهاء الحرب العالمية الأولى حدث تمرد للسكان الأصليين داخل ريو موني حيث قمعته القوات الاستعمارية الإسبانية. ومع ذلك فإن النزاعات المسلحة كانت تجاوزت حدود المستعمرة في كثير من الأحيان مما أقنع السلطات ببدء استعمار حقيقي للأراضي. فبدأت البعثات ببناء المزارع والمواقع العسكرية على طول المناطق الداخلية من الأراضي الغينية وفي نفس الوقت انطلقت حملات لإخضاع القبائل.

## نتائج الحياد الإسباني

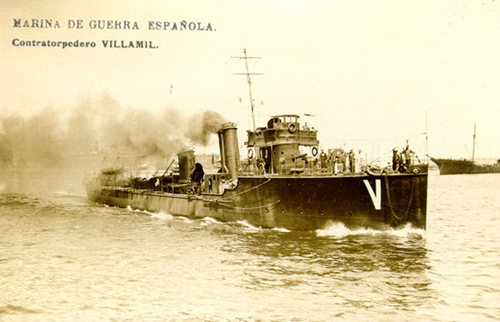
السفينة فيلاميل خلال الحرب حيث كانت البحرية مكرسة لمراقبة السواحل.

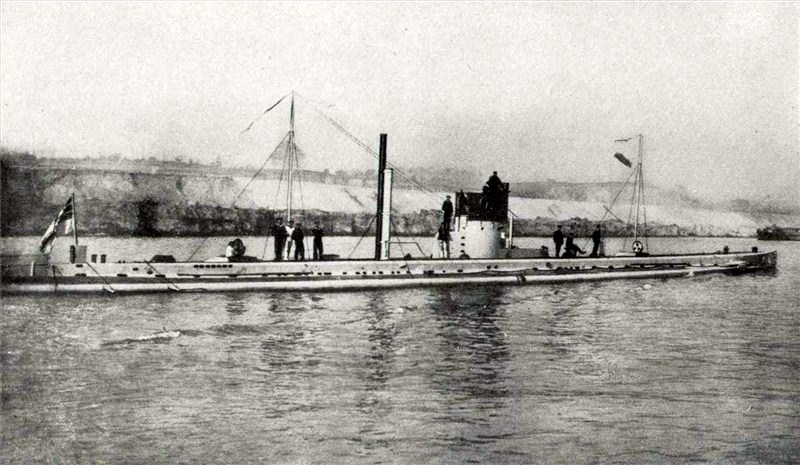
الغواصة الألمانية SM U-9 من الحرب العالمية الأولى. حيث أشارت التقديرات إلى أن تلك الغواصات كبدت الأسطول التجاري الإسباني خسائر تتراوح مابين 139,000 و 250,000 طن. وقد احتجزت اثنتين من تلك الغواصات في إسبانيا (SM UB-23 في لا كورونيا و SM UB-49 في قادس)، وزارت الموانئ الإسبانية اثنتين منهما، نقلت احداهما وهي SM U-35 في قرطاجنة رسالة من القيصر غليوم الثاني إلى الملك.

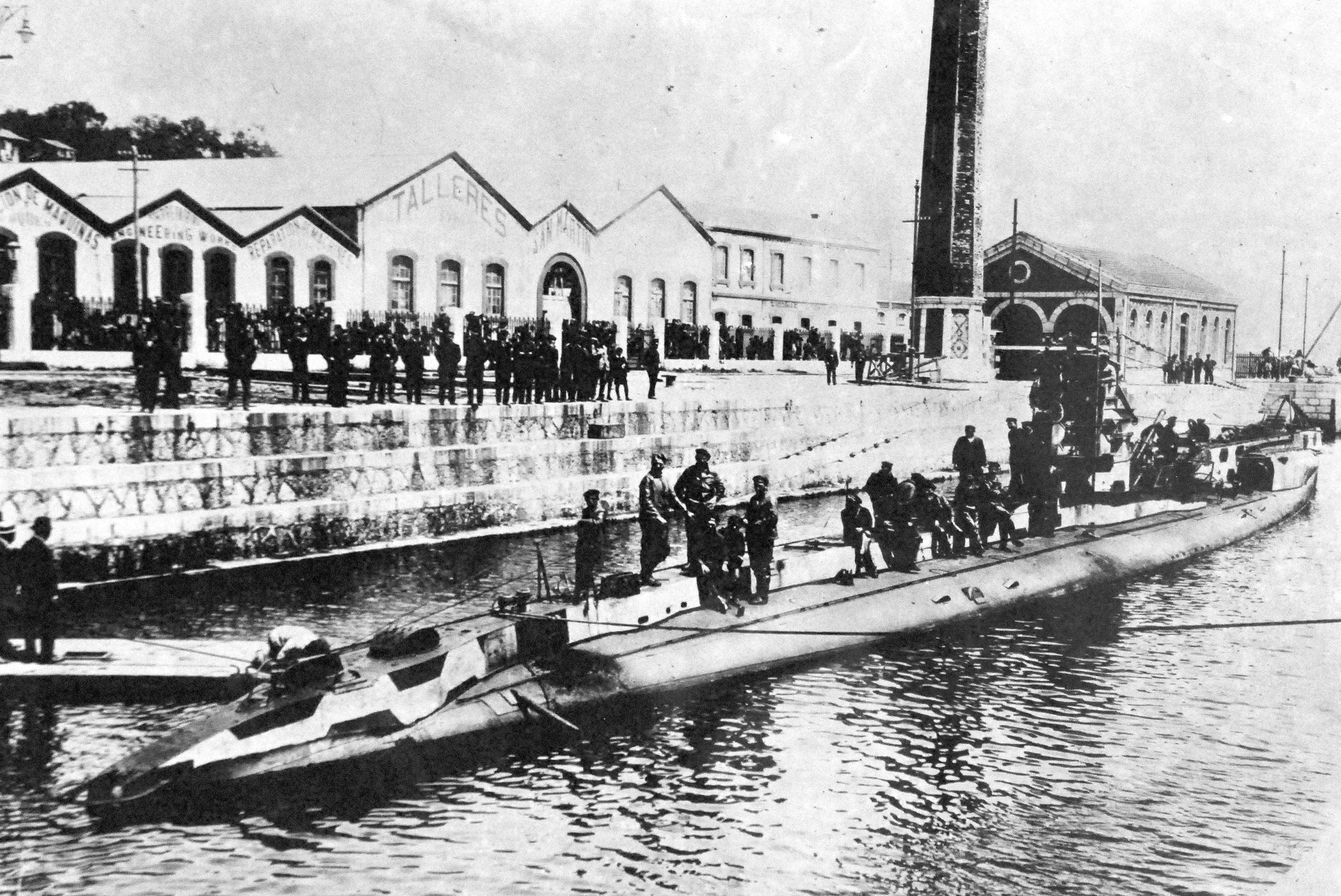
الغواصة الألمانية SM UC-56 في سانتاندير في 24 مايو 1918. بعد معركة مع اليخت الأمريكي المسلح (USS Christabel) حيث عانى من أعطال ميكانيكية منعته من الغمر لذلك كان عليه البقاء في ميناء المدينة بقية الحرب.

لم تكن هناك عواقب سلبية أساسية مهمة بسبب عدم وجود ضغوط سياسية كبيرة، مثل التي عانت منها بلدانًا أخرى أعلنت الحياد في بداية الحرب مثل اليونان وإيطاليا. إلا أن أكبر مشكلة عانتها هي إغراق الغواصات الألمانية للسفن التجارية الإسبانية. تشير التقديرات إلى أن هذه الغواصات أغرقت في فترة الحرب مابين 139,000 و 250,000 طن، أي 25 ٪ من الأسطول التجاري الاسباني.
كان لحياد إسبانيا نتائج اقتصادية واجتماعية هامة حيث ظهرت هناك دفعة كبيرة من عملية «التحديث» التي بدأت خجولة سنة 1900 بسبب الزيادة القوية في الإنتاج الصناعي الإسباني الذي فتحت له فجأة أسواق جديدة (من الدول المتحاربة). إلا أن ذلك سبب بارتفاع التضخم ارتفاعا سريعا مع ازدياد الأجور بوتيرة أبطأ، وظهر نقص في الضروريات الأساسية مثل الخبز الذي تسبب في أعمال شغب في المدن ونزاعات عمالية متنامية قادتها نقابتان كبيرتان هما CNT وUGT التان طالبتا بزيادة الأجور كي تبطئ انخفاض الأجور الحقيقية بسبب التضخم. وفقا لبيانات معهد الإصلاح الاجتماعي سنة 1916 فقد ارتفعت أسعار المنتجات الأساسية فالحليب وصل إلى 13.8 ٪. وسمك القد وصل إلى 57.8٪، والخبز 24.3٪، والبيض 30.9٪، ولحم البقر 33,5٪.
وهكذا بعد التغلب على الأثار السلبية للحياد، فقد أنتجت الحرب العالمية الأولى انطلاقة اقتصادية حقيقية لإسبانيا بسبب إعلانها الحياد. فالبلدان المتحاربة بحاجة إلى الغذاء والأسلحة والزي المدرسي والمعادن والفحم. بالإضافة إلى انعدام المنافسة الأجنبية. مما جعل النمو ملحوظا لاسيما في صناعة النسيج الكاتالوني، تعدين الفحم الأستوري وصناعة الصلب الباسكي وزراعة الحبوب. كما نمت الصناعات الكيميائية وبناء السفن. وشهدت أيضا صناعة الأسلحة الصغيرة نموا كبيرا، ولم يكن ذلك للأسلحة الثقيلة. فقد أنتجت كميات هائلة من المسدسات والبنادق التي خصصت بالأساس للحلفاء، حتى أن نموذج المسدس الإسباني (Pistola Campo Giro) أصبح رسميا في الجيش الفرنسي. كما بيعت كميات كبيرة من بنادق ماوزر إلى الحلفاء.
أضحت إسبانيا مرتعا خصبا ونشاطا للجاسوسية (والاستخبارات المضادة) لجميع الأطراف المتحاربة. حتى أصبحت برشلونة عشًا حقيقيًا للجواسيس، وأت ماتا هاري بنفسها لتتجسس على السفير الألماني. وأهم الأنشطة الرئيسية التي كانت تجري خلف الكواليس هي المتعلقة بسفارات الدول المتنافسة وتحركات الغواصات الألمانية. وتمكن الإنجليز من اكتشاف شيفرة رسائل السفارات الإسبانية إلى العاصمة، وبالتالي تمكنوا من معرفة نوايا الحكومة الإسبانية.
ولكن المحصلة في هذا كله هو وجود فائض قوي بالميزان التجاري وزيادة ملحوظة في أرباح الشركات. وبفضل هذا ألغيت ديون إسبانيا الخارجية، وتراكم الذهب في بنك إسبانيا في مدريد. وخرجت إسبانيا من عجزها تجاري فيما يتعلق بالتجارة الخارجية لأول مرة في تاريخها الحديث.
ومع هذا كله فقد دخلت البلاد بعد 1917 في فترة أزمة بسبب انتهاء الحرب: فقد تسببت الصادرات بنقص الغذاء في المناطق الداخلية للبلاد وارتفعت الأسعار ارتفاعا جنونيا تخطت الأجور. لقد كان نقص الغذاء والفضيحة التي وقعت هما نظريا إحدى أسباب الأزمة الإسبانية عام 1917 والإضراب العام الذي تبعها. بالإضافة إلى ذلك كان على السكان مواجهة جائحة إنفلونزا 1918 والمعروفة باسم الإنفلونزا الاسبانية. واشتهرت بهذا الاسم لأن الوباء حظي بمزيد من الاهتمام من الصحافة في إسبانيا أكثر من بقية العالم، حيث لم تكن إسبانيا متورطة في الحرب وبالتالي لم تفرض رقابة على المعلومات المتعلقة بالمرض. أصيب بالمرض في إسبانيا حوالي 8 ملايين شخص في مايو 1918 وحوالي 300,000 حالة وفاة (على الرغم من أن الأرقام الرسمية خفضت الضحايا إلى 147,114 فقط).
على الرغم من تداعيات تلك الأزمة إلا أن تأثيرها بالعموم كان إيجابيا، فقد تطور قطاع النسيج الكاتالوني وصناعة الصلب والصناعات الكيميائية التي تم تحديثها. أصبحت الصناعات والشركات الأخرى يمتلكها الرأس المال الوطني.
ومن النتائج الثانوية التي جرت بعد الحرب هي تسليم جمهورية فايمار الألمانية إلى إسبانيا سلسلة من السفن التجارية تعويضاً عن السفن التي أغرقتها غواصاتها. إحدى تلك السفن كانت (España nº 6) ثم سميت باسم Dédalo، وهي أول سفينة لنقل الطائرات المائية في أسطول البحرية الإسبانية واستخدمت في إنزال الحسيمة.

### النتائج السياسية
ووفقا للمؤرخ مانويل سواريز كورتينا:"مثلت الآثار الاجتماعية والسياسية للحرب عامل حسم في الأزمة الأخيرة للنظام البرلماني القائم منذ سنة 1875. فنقص الغذاء والتفكك الاقتصادي والبؤس الاجتماعي وانعدام الأمن، وحفز التضخم الصحوة السياسية والتشدد الإيديولوجي للجماهير. وفي ظل تلك الظروف انهارت المحسوبية وهيمنة الزعماء المحليين في السياسة الاسبانية. ولم يعد من الممكن استعادة النظام القديم بعد انتهاء الحرب. وفي الوقت نفسه ادعى مؤرخ لوس باريو أن الحرب "ليست السبب المباشر لانهيار الحزبين الثنائيين. فالنظام الحزبي قد تحلل بالفعل عندما انفجرت الحرب، وعجل الوضع الخاص للحياد بإضعافه وسط بيئة انتقدت النظام باضطراد، وفي ظل عملية التغيير بدأ المجتمع بالمطالبة بتمثيل فعال ونهاية حاسمة للسياسة القديمة وهو ما يفترض أن يكون تحديا للنظام القائم".

## وصلات خارجية
- وثائق من TVE عن حياد اسبانيا في الحرب
- إسبانيا في الحرب العظمى — ArteHistoria
- ¿لماذا لم يتمكن ألفونسو الثالث عشر من إنقاذ القيصر نيقولا الثاني؟
- جواسيس أسبان في الحرب العالمية الأولى
- السفن الألمانية التي استولت عليها اسبانيا
- سجلات مراسل El Liberal في الحرب العظمى